# Hans Witdoeck
Hans (Johannes) Witdoeck (getauft am 8. Dezember 1615 in Antwerpen; † 1639 oder nach dem 24. Juni 1642) war ein flämischer Kupferstecher.

## Leben
Witdoeck begann im Alter von fünfzehn Jahren bei Lucas Vorsterman eine Lehre. Dieser meldete ihn 1630 bei der Lucasgilde als Lehrling an. Mit Witdoecks Vater hatte er eine Lehrzeit von drei Jahren abgesprochen, aber der Vater brachte den Jungen schon nach der Hälfte der Zeit bei dem Maler und Radierer Cornelis Schut und 1635 schließlich im Atelier von Peter Paul Rubens unter. Vorausgegangen waren Streitigkeiten mit Vorsterman, der seinen Schüler beschuldigte, er habe die Platten seines Meisters kopiert und zum Kauf angeboten. Für Rubens führte er eine Anzahl von Kupferstichen nach dessen Werken aus. In der Kunstgeschichte wird er mehr für seine Geschicklichkeit der Grabstichelführung und die allgemeine dekorative Wirkung dieser Arbeiten gewürdigt, als für Richtigkeit und Strenge der Zeichnung.
Über ihn wurde geschrieben:

„Witdoeck ist kein guter Zeichner, aber er weiss mit seiner etwas kleinlichen Arbeit doch grosse dekorative, koloristische Effekte zu erzielen, indem er die dunklen,
weichen Schatten in pikanten Gegensatz zu grossen Lichtflächen stellt. Er nähert sich hierin besonders Peter Soutman.“

Trotzdem wurde er schon 1631 in der Antwerpener Lucasgilde als Freimeister aufgenommen. Er wurde dort als Stecher, Illuminator und Kunsthändler aufgelistet. Nach 1639 verliert sich jede Spur von Witdoeck. Das legte die Vermutung nahe, dass er, wie Henri Hymans vermutete, nur noch als Händler tätig war. Indizien sprechen jedoch dafür, dass er in diesem Jahr oder kurz nach 1640 verstarb, da mindestens zwei seiner Stiche überarbeitet und sein Name wurde durch Schelte a Bolswert ersetzt wurde. Dies geschah bei der heiligen Caecilie und einer Anbetung der Hirten.
Nach anderen Berichten soll er am 24. Juni 1642 in der St. Andrieskerk in Antwerpen eine Catharina Gommaerts geheiratet haben.Witdoeck, (Witdouck, Witdouc) Jan. In: Hans Wolfgang Singer (Hrsg.): Allgemeines Künstler-Lexicon. Leben und Werke der berühmtesten bildenden Künstler. Vorbereitet von Hermann Alexander Müller. 5. unveränderte Auflage. Band 5: Vialle–Zyrlein. Nachträge und Berichtigungen. Literarische Anstalt, Rütten & Loening, Frankfurt a. M. 1921, S. 111 (Textarchiv – Internet Archive – hier abweichend geboren 1604 in Antwerpen).

## Werke (Auswahl)
Arbeiten nach Schut:
- Judith im Begriffe den Holofernes zu töten, 1633
- Die Heilige Familie
- Maria mit dem Kinde und Johannes in der Glorie, 1633
- St., Nicolaus erscheint dem Kaiser Constantin im Schlaf …

Arbeiten nach Rubens:
- Die Büste des Demosthenes und die Büste des Cicero, 1638
- Abraham und Melchisedek, 1638
- Die Kreuzaufrichtung oder Kreuzerhöhung, 1638
- Die heilige Caecilie (Klavierspielend)[5]
- Die Himmelfahrt Mariae, 1639
- Die Enthauptung des heiligen Justus, 1639

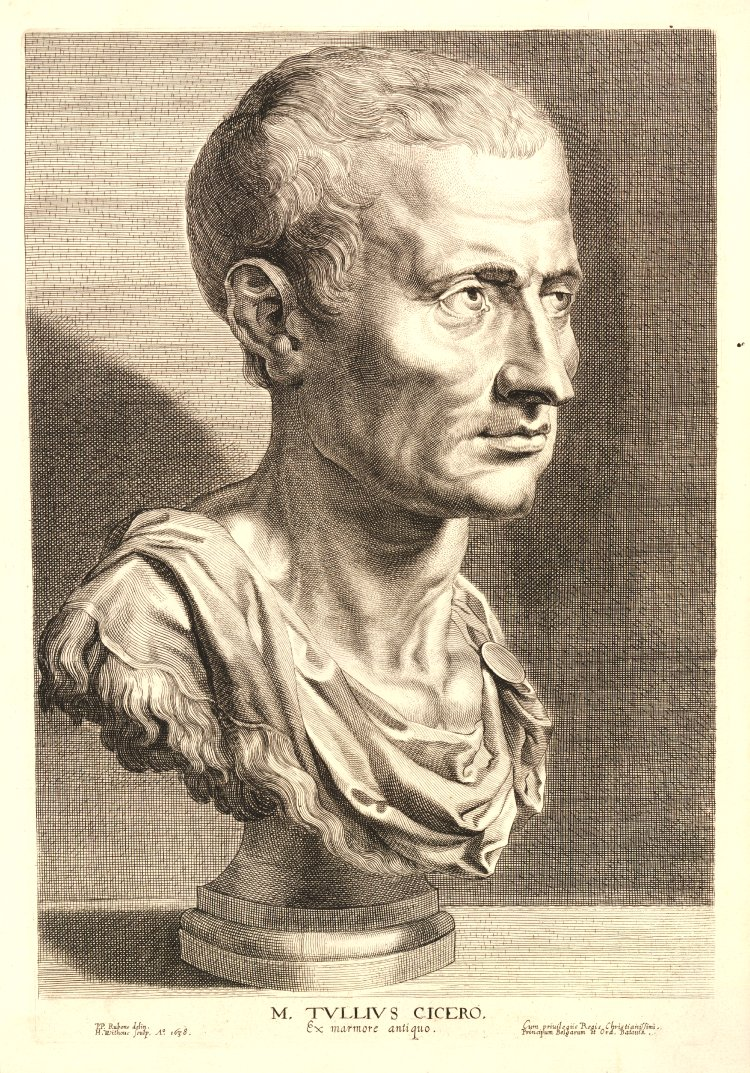
Die Büste des Cicero
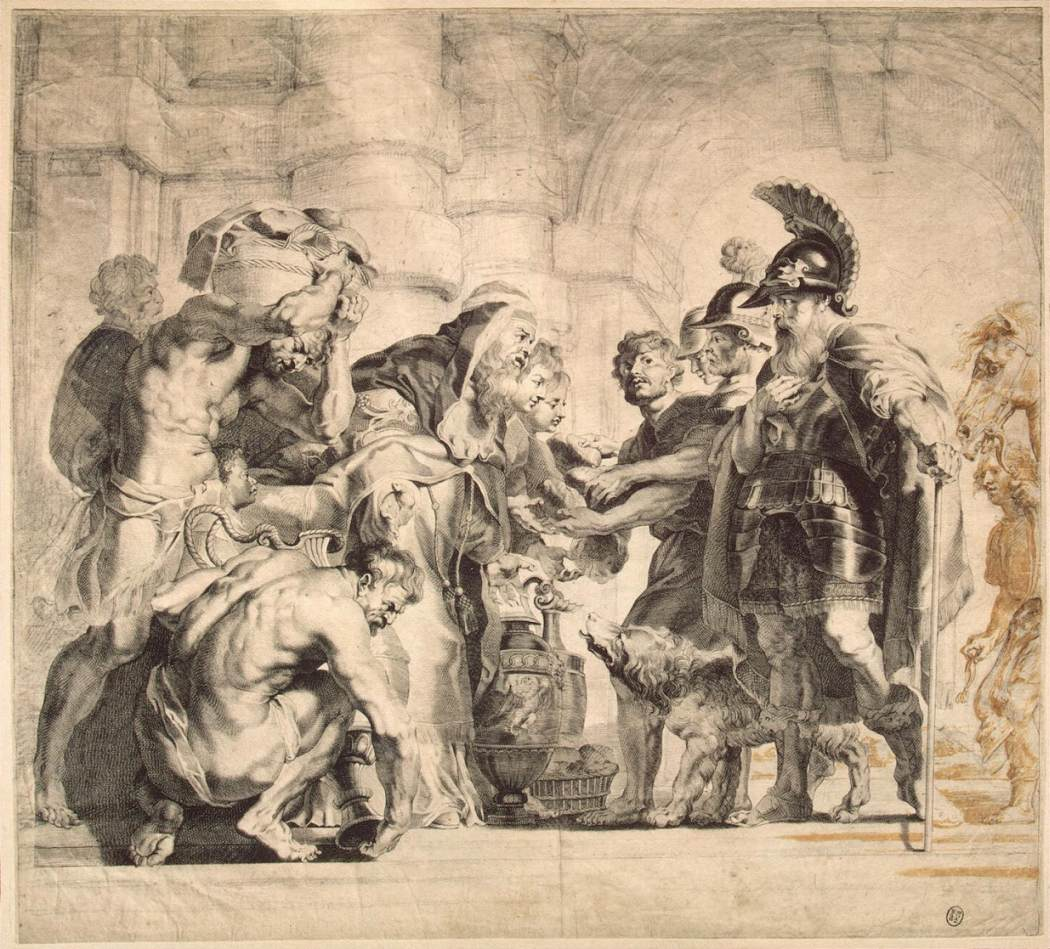
Abraham und Melchisedek
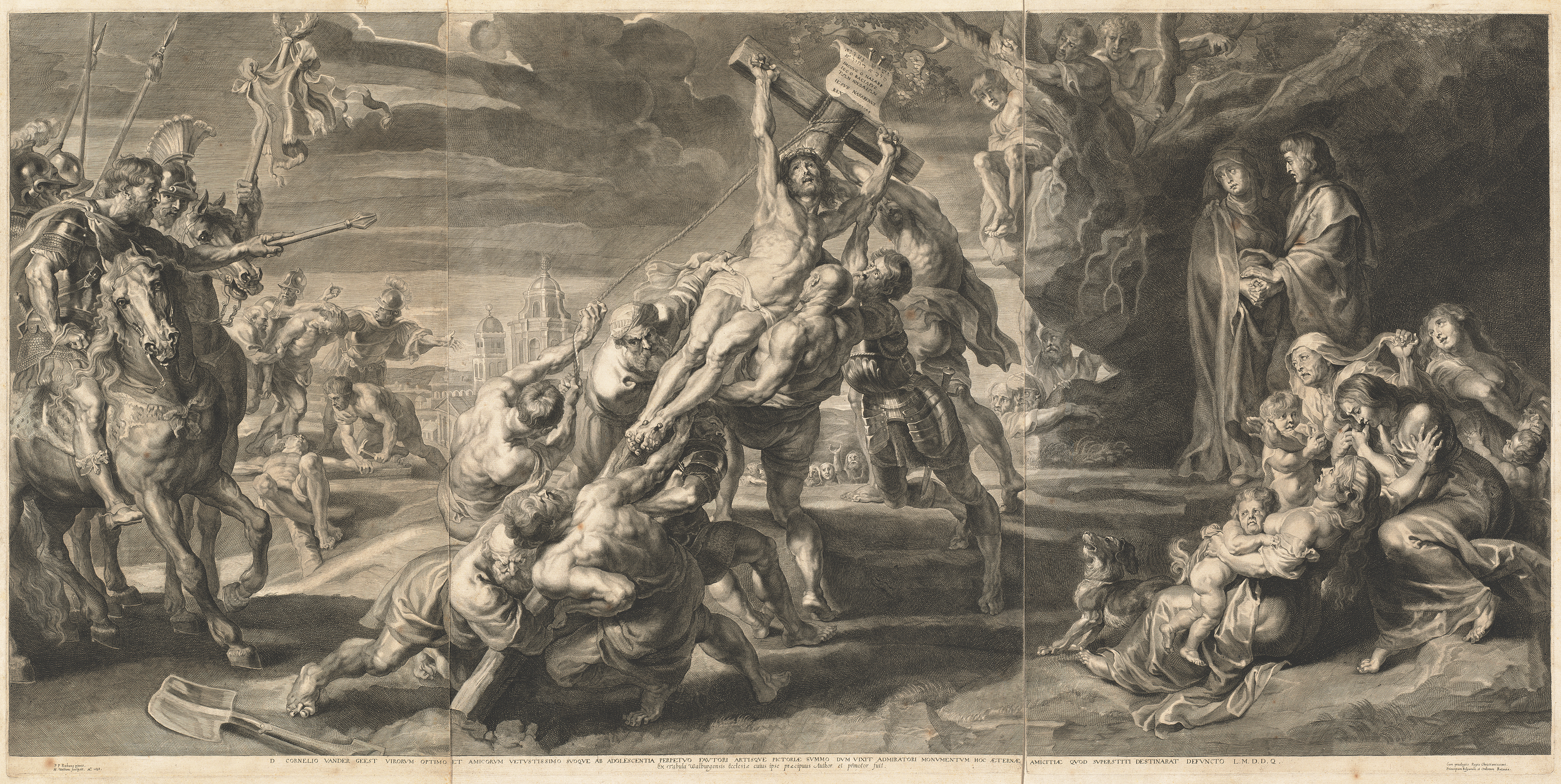
Die Kreuzaufrichtung